# Augsburg Arena
Augsburg Arena je multifunkcionalni stadion u Augsburgu, Njemačka. Koristi se većinom za odigravanje nogometnih utakmica i predstavlja domaći teren nogometnog kluba FC Augsburg. Ovaj stadiona zamijenio je njihov stari Rosenaustadion. Stadion ima kapacitet od 31.000 gledatelja, ali se u budućnosti može proširiti na kapacitet od 49.000. 

## Vanjske poveznice
- Stranica stadiona
- Objava ugovora o korištenju naziva stadiona
- World Stadiums